# Nouvelle-Hollande (Saint-Pétersbourg)
 (17 février 2024).
Le contenu est difficilement compréhensible vu les erreurs de traduction, qui sont peut-être dues à l'utilisation d'un logiciel de traduction automatique.
 (novembre 2015).
Si vous disposez d'ouvrages ou d'articles de référence ou si vous connaissez des sites web de qualité traitant du thème abordé ici, merci de compléter l'article en donnant les références utiles à sa vérifiabilité et en les liant à la section « Notes et références ».
L'île de la Nouvelle-Hollande (en russe : Новая Голландия) est une île située à Saint-Pétersbourg qui a été construite en 1720, lorsque le canal Krioukov et le canal de l'Amirauté ont relié la rivière Moïka avec la Neva. L'île est de forme triangulaire et tient son nom d'après un certain nombre de canaux et d'installations de construction navale qui rendaient son apparence similaire à la ville d'Amsterdam.

## Histoire
Pendant les siècles suivants, l'île a appartenu à l'Amirauté russe, qui s'en servait pour ses différents besoins. À l'origine, il n'y avait à la place de l'île qu'un petit chantier naval. En 1732 l'architecte de l'Amirauté Ivan Korobov fut chargé de construire un réseau de bassins et d'entrepôts en bois le long du périmètre de l'île afin de stocker le bois pour la construction navale. 

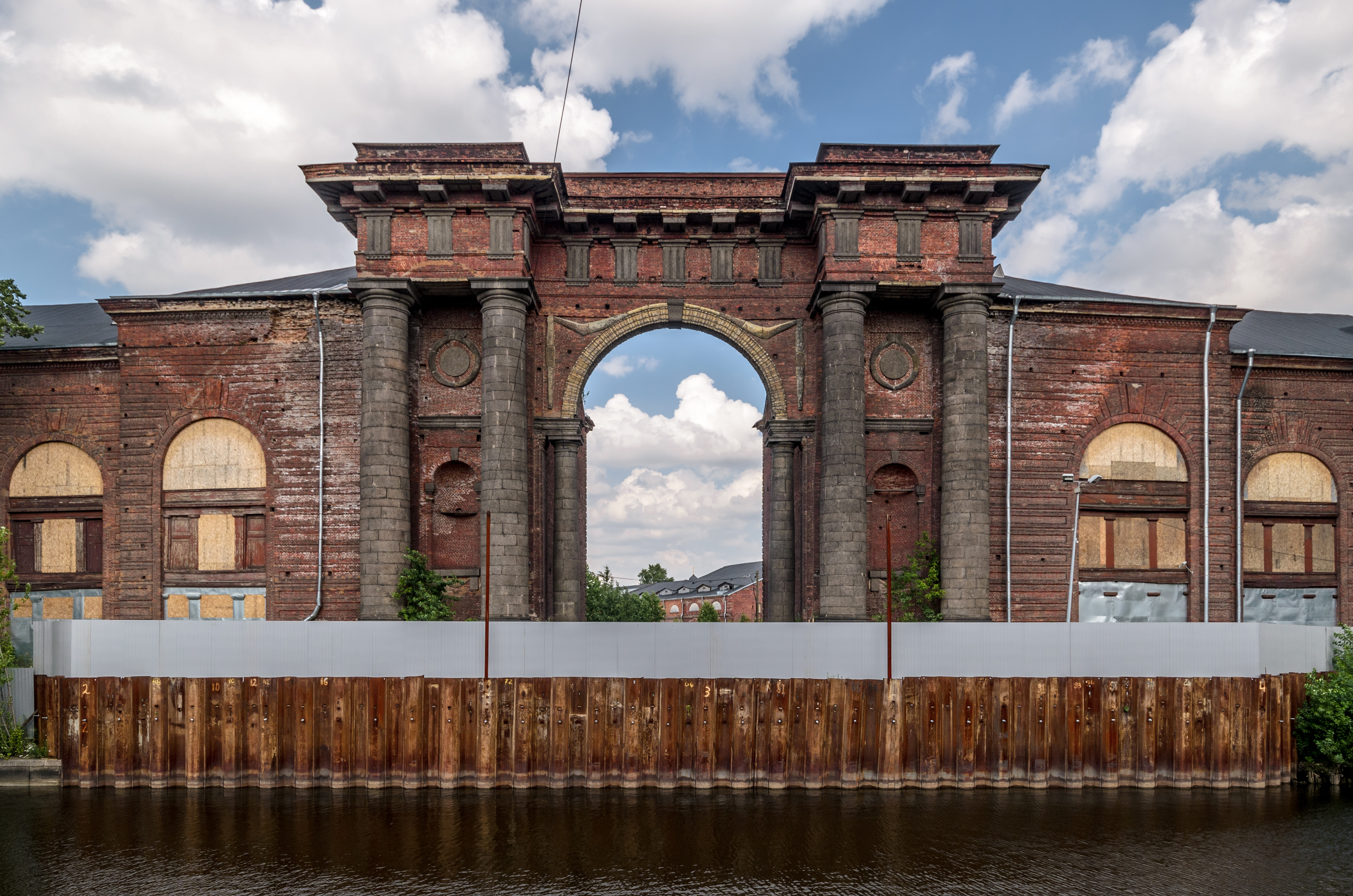
L'arche d'entrée de l'île.

En 1765, Savva Chevakinsky a été condamné à reconstruire les entrepôts en briques mais sans coutumier stuc décoration.  En 1788, lorsque le projet a été interrompu, Jean-Baptiste Vallin de la Mothe a conçu et supervisé la construction d'une pente très néoclassique arc sur le canal.  Cette passerelle en briques rouges de l'île, connue sous le nom New Holland Arche, est flanquée de massives colonnes toscanes de granit rouge. 
L'île atteint son aspect actuel dans les années 1828-1829. En 1894, un bassin d’essai des modèles de navires et de sous-marins, le premier en Russie et sixième au monde, y vit le jour. Alekseï Krylov utilisa ce bassin pour tester de nouveaux modèles de navires entre 1900 et 1908.

## Usage contemporain
Après la Révolution russe, les bâtiments du XVIIIe siècle sont tombés dans l'oubli. En 2004, le ministère de la Défense a fait vider les bâtiments, qui devaient être remis à neuf pour accueillir des hôtels. Cependant le projet de Shalva Chigirinsky et de l’architecte Norman Foster fut jugé trop couteux et abandonné. 
En 2011 la revitalisation et le réaménagement du site est confié à Millhouse Capital une société appartenant à l'oligarque Roman Abramovitch Le chantier est estimé à 300 millions de dollars. L'ancienne épouse d'Abramovitch, Dacha Joukova, a géré la restauration des bâtiments.  
En juillet 2019 la première édition d'un festival cinématographique se tient sur l'île.